# Ludovicianum
El (Pactum) Ludovicianum, también transcrito Ludowicianum o Hludowicianum, fue un acuerdo logrado en 817 entre el Emperador Ludovico Pío (“Ludovicus Pius”) y el papa Pascual I respecto al gobierno de Italia central y la relación de los Estados Pontificios con el Imperio Carolingio. El texto del Ludovicianum se preservó principalmente en manuscritos de derecho canónico de los siglos XI-XII y ha sido reconstruido por editores modernos. Algunas secciones del Ludovicianum parecen ser confirmaciones de acuerdos precios entre el padre de Luis, Carlomagno, y el papa Adriano I durante los viajes del primero a Roma en 781 y 787.
Las negociaciones que resultaron en el Ludovicianum empezaron durante el pontificado de Esteban IV, pero el acuerdo no se concretó hasta poco después de la elección de su sucesor, Pascual I en enero de 817. Esteban ungió y coronó a Luis y su mujer Ermengarda en Reims en octubre de 816. A cambio Luis concedió al papa todas sus peticiones, según la biografía de Esteban en el Liber Pontificalis y la biografía de Luis, la Vita Hludovici imperatoris. Pascual, inmediatamente después de su elección, envió una embajada a Luis pidiendo la confirmación del pactum (acuerdo) logrado con Esteban.
El texto supuestamente completo del Pactum entre el emperador y el papa en 817 se encontró entre textos de ley canónica de finales del siglo XI basados en una colección compilada por el cardenal Deusdedit como preludio de su Collectio Canonum, acabada en 1087. Tanto Anselmo de Lucca como Bonizo de Sutri incluyeron el Ludovicianum en sus colecciones de ley canónica. El texto del Ludovicianum se parece fuertemente al más tardío Pactum Ottonianum entre el emperador Otón el Grande y el papa Juan XII (962). Un fragmento de manuscrito que también se parece estrechamente al Ludovicianum y de hecho puede ser una copia de él sobrevive del siglo IX o principios del X y fue publicado por Angelo Mercati en 1926. Esté escrito en minúscula carolina sobre papiro, un material de escritura solo habitual en aquel tiempo y lugar entre los escribas papales.